# Maiden Way
Maiden Way (psáno též Maidenway) byla starověká římská silnice o délce přibližně 32 km, která v severní Británii spojovala římskou pevnost Bravoniacum (Kirkby Thore) poblíž města Penrith s pevností Magnis (Carvoran) na Hadriánově valu, přičemž zhruba v polovině cesty mezi nimi ležela pevnost Epiacum (Whitley Castle).

## Terén
Pravděpodobně jde o nejvýše položenou římskou silnici v Anglii, vybudovali ji totiž v nadmořské výšce okolo 670 metrů (jen pokud je High Street skutečně římského původu, potom je Maiden Way v pořadí druhá). Navzdory obtížnému terénu v horách silnice vede pozoruhodně přímo, i když se to neobešlo bez značných změn výšky, příkladem může být prudké stoupání z vesnice Kirkby Thore.

## Využití silnice

### Funkce starověkých římských silnic

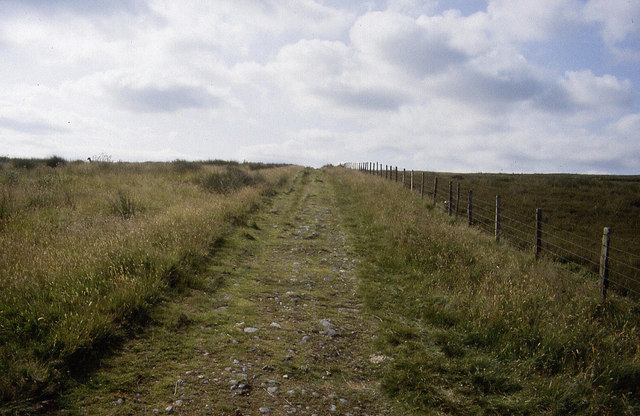
Maiden Way - tudy kdysi pochodovalo Agricolovo vojsko

Hlavním účelem římských silnic bylo sloužit Cursus Publicus neboli poštovní službě Římské říše. Expresní kurýři dokázali překonat až 240 km za den po silnicích Británie a Evropy, mohli totiž na důležitých trasách měnit koně po každých 12 km a přespávat v hostincích, které byly od sebe vzdáleny 35 až 40 km. Silnice rovněž měly zásadní strategický vojenský význam. V době římské i později sloužily také jako obchodní cesty, vyrůstaly u nich vesnice a města a rozvíjela se řemeslná výroba.

### Využití Maiden Way
Sloužila jako zkratka pro zásobování střední a východní části Hadriánova valu a olověných a stříbrných dolů v blízkosti římské pevnosti Whitley Castle. Kudy v její blízkosti severně od Alstonu silnice prochází, zjistila organizace English Heritage díky leteckým fotografiím.
Po konci římské nadvlády v Británii Maiden Way používali honáci dobytka.

## Průzkum

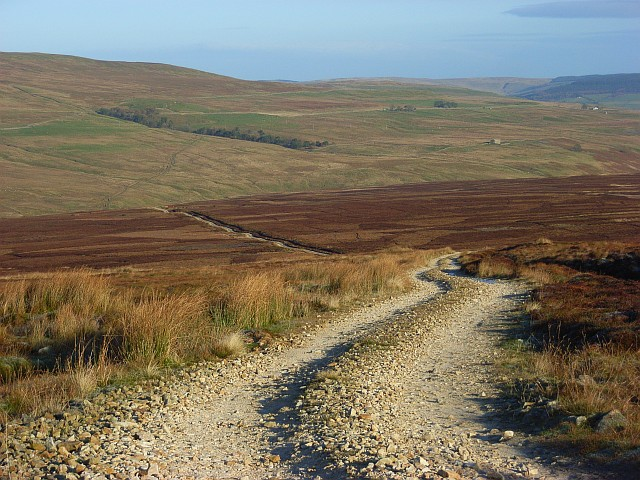
Maiden Way zde míří ke starověké římské pevnosti Whitley Castle (u vesnice Kirkhaugh)

V roce 2016 bylo oznámeno, že šetření využívající technologii LIDAR, která provedla Agentura pro životní prostředí mimo jiné pro účely mapování nebezpečí povodní, poskytla rozsáhlá data, z nichž lze vyčíst existenci podzemních archeologických útvarů včetně římských silnic. To se týká i pokračování Maiden Way směrem na jih od Kirkby Thore k římské pevnosti v Low Borrowbridge u vesnice Tebay.
V červenci 2011 za 9 dnů skupina dobrovolníků organizace Altogether Archaeology vykopala tři úseky Maiden Way, které leží v bezprostřední blízkosti jihovýchodního konce pevnosti Whitley Castle.

## Navazující silnice
Za Maiden Way byla někdy považována také silnice, která vedla na východ podél další římské silnice Stanegate do pevnosti Banna (Birdoswald), pak 11 km na sever do pevnosti zvané Cocidiova svatyně (Bewcastle a odtud do údolí Liddesdale, ale vzhledem k tomu, že se tato trasa výrazně klikatí, nešlo pravděpodobně o jedinou silnici.

## Středověk

### Pojmenování silnice
Název silnice lze vystopovat až do 12. století, měl ve střední angličtině podobu Maydengathe, Maidingate, Maidengate (doloženo z let okolo 1179 a 1294); ve středověké latině Via Puellarum; tj. Cesta dívek). Trasa pravděpodobně dostala jméno podle pevnůstky Maiden Castle, která střežila průsmyk Stainmore na východ od pevnosti Verterae (Brough).

## Novověk

### Turistická pěší trasa a další komunikace v okolí
Pěší trasa Pennine Way sleduje linii Maiden Way několik kilometrů zhruba severojižním směrem přes Lambley Common v hrabství Northumberland, nad západním břehem řeky South Tyne. Bezprostředně na sever od tohoto úseku vede moderní vedlejší silnice podél linie Maiden Way několik kilometrů na západ od gotického venkovského sídla Featherstone Castle.

### Současná podoba starověké silnice
Silnice je v současné době viditelná jako protáhlá propadlina, rovný pruh nebo také vyvýšený násep doprovázený po stranách příkopy. Vyvýšená část má šířku zhruba 4 metry, výška dosahuje až půl metru (Lambley Common). Na některých místech vystupuje na jinak travou porostlý povrch štěrk či dlažební kameny.

## Chráněná památka
Starověká památka je coby Scheduled Monument (historická památka národního významu) chráněna zákonem.